# Districte electoral d'Arenys de Mar

Localització del districte electoral d'Arenys de Mar (1899-1923)

El districte d'Arenys de Mar fou una circumscripció electoral del Congrés dels Diputats utilitzada en les eleccions generals espanyoles entre 1871 i 1923. Es tractava d'un districte uninominal, ja que només era representat per un sol diputat.

## Àmbit geogràfic
L'any 1871, el districte comprenia tot el partit judicial d'Arenys, a més d'alguns municipis com Sant Antoni de Vilamajor, Llinars del Vallès, Sant Vicenç de Montalt o Caldes d'Estrac, pertanyents al partit judicial de Granollers o Mataró. La delimitació va ser vigent fins al 1923.

## Diputats electes
| Elecció | Elecció        | Diputat                          | Partit/Ideologia                    |
| ------- | -------------- | -------------------------------- | ----------------------------------- |
|         | 1871           | Eusebi Pascual i Casas           | Partit Republicà Democràtic Federal |
|         | Abril 1872     | Josep de Ratés                   | Sense dades                         |
|         | Agost 1872     | Eusebi Pascual i Casas           | Partit Republicà Democràtic Federal |
|         | 1876           | Joaquim Cabirol i Pau            | Conservador                         |
|         | 1879           | Enrique de Orozco y de la Puente | Conservador                         |
|         | 1884           | Antoni Borrell i Folch           | Conservador                         |
|         | 1886           | Enrique de Orozco y de la Puente | Conservador                         |
|         | 1893           | Josep Maria Planas i Casals      | Conservador                         |
|         | 1901           | Josep Elias i de Molins          | Conservador                         |
|         | 1903 (parcial) | Joaquim Sagnier i Villavecchia   | Conservador silvelista              |
|         | 1907           | Eduard Calvet i Pintó            | Lliga Regionalista (solidari)       |
|         | 1910           | Joaquim Sagnier i Villavecchia   | Conservador                         |
|         | 1918           | Gaspar Rosés i Arús              | Lliga Regionalista                  |
|         | 1919           | Josep Maria Milà i Camps         | Unió Monàrquica Nacional            |
|         | 1920           | Santiago Güell i López           | Federació Monàrquica Autonomista    |
|         | 1923           | Santiago Güell i López           | Federació Monàrquica Autonomista    |

## Resultats electorals

### Dècada de 1920
| Eleccions generals del 29/04/1923 |                                  |                          |        |      |
| Partit/Ideologia                  | Partit/Ideologia                 | Candidat                 | Vots   | %    |
|                                   | Federació Monàrquica Autonomista | Santiago Güell i López   | 4.333  | 51,2 |
|                                   | Unió Monàrquica Nacional         | Josep Maria Milà i Camps | 4.106  | 48,6 |
|                                   | Partit Republicà Radical         | Lluís Sisquella i Oriol  | 0      | 0,0  |
|                                   | Altres                           | Altres                   | 17     | 0,2  |
| Total                             | Total                            | Total                    | 8.456  | 100  |
| Cens/participació                 | Cens/participació                | Cens/participació        | 11.281 | 75,0 |

| Eleccions generals del 19/12/1920 |                                  |                          |        |      |
| Partit/Ideologia                  | Partit/Ideologia                 | Candidat                 | Vots   | %    |
|                                   | Federació Monàrquica Autonomista | Santiago Güell i López   | 5.341  | 61,4 |
|                                   | Unió Monàrquica Nacional         | Josep Maria Milà i Camps | 3.329  | 38,3 |
|                                   | Altres                           | Altres                   | 30     | 0,3  |
| Total                             | Total                            | Total                    | 8.700  | 100  |
| Cens/participació                 | Cens/participació                | Cens/participació        | 10.876 | 80,0 |

### Dècada de 1910
| Eleccions generals del 01/06/1919 |                          |                          |        |      |
| Partit/Ideologia                  | Partit/Ideologia         | Candidat                 | Vots   | %    |
|                                   | Unió Monàrquica Nacional | Josep Maria Milà i Camps | 3.949  | 50,4 |
|                                   | Lliga Regionalista       | Gaspar Rosés i Arús      | 3.870  | 49,4 |
|                                   | Altres                   | Altres                   | 20     | 0,3  |
| Total                             | Total                    | Total                    | 7.839  | 100  |
| Cens/participació                 | Cens/participació        | Cens/participació        | 10.772 | 72,8 |

| Eleccions generals del 24/02/1918 |                      |                      |        |      |
| Partit/Ideologia                  | Partit/Ideologia     | Candidat             | Vots   | %    |
|                                   | Lliga Regionalista   | Gaspar Rosés i Arús  | 5.878  | 85,5 |
|                                   | Coalició d'esquerres | Manuel Serra i Moret | 103    | 1,5  |
|                                   | Altres               | Altres               | 593    | 8,6  |
| Vots en blanc                     | Vots en blanc        | Vots en blanc        | 194    | 2,8  |
| Vots nuls                         | Vots nuls            | Vots nuls            | 106    | 1,5  |
| Total                             | Total                | Total                | 6.874  | 100  |
| Cens/participació                 | Cens/participació    | Cens/participació    | 10.824 | 63,5 |

| Eleccions generals del 09/04/1916 |                     |                                |        |      |
| Partit/Ideologia                  | Partit/Ideologia    | Candidat                       | Vots   | %    |
|                                   | Conservador datista | Joaquim Sagnier i Villavecchia | 4.288  | 51,7 |
|                                   | Lliga Regionalista  | Gaspar Rosés i Arús            | 3.923  | 47,3 |
|                                   | Altres              | Altres                         | 86     | 1,0  |
| Total                             | Total               | Total                          | 8.297  | 100  |
| Cens/participació                 | Cens/participació   | Cens/participació              | 10.670 | 77,8 |

| Eleccions generals del 08/03/1914 |                     |                                |        |      |
| Partit/Ideologia                  | Partit/Ideologia    | Candidat                       | Vots   | %    |
|                                   | Conservador datista | Joaquim Sagnier i Villavecchia | 4.483  | 52,2 |
|                                   | Lliga Regionalista  | Ricard de Campmany i de Roura  | 4.061  | 47,3 |
|                                   | Altres              | Altres                         | 28     | 0,3  |
| Vots en blanc                     | Vots en blanc       | Vots en blanc                  | 8      | 0,1  |
| Vots nuls                         | Vots nuls           | Vots nuls                      | 3      | 0,0  |
| Total                             | Total               | Total                          | 8.583  | 100  |
| Cens/participació                 | Cens/participació   | Cens/participació              | 10.553 | 81,3 |

| Eleccions generals del 08/05/1910 |                    |                                |        |      |
| Partit/Ideologia                  | Partit/Ideologia   | Candidat                       | Vots   | %    |
|                                   | Conservador        | Joaquim Sagnier i Villavecchia | 4.395  | 50,5 |
|                                   | Lliga Regionalista | Joaquim Arumí i Sauri          | 4.071  | 46,7 |
|                                   | Altres             | Altres                         | 245    | 2,8  |
| Total                             | Total              | Total                          | 8.711  | 100  |
| Cens/participació                 | Cens/participació  | Cens/participació              | 10.673 | 81,6 |

### Dècada de 1900
| Eleccions generals del 21/04/1907 |                               |                                |        |      |
| Partit/Ideologia                  | Partit/Ideologia              | Candidat                       | Vots   | %    |
|                                   | Lliga Regionalista (solidari) | Eduard Calvet i Pintó          | 5.040  | 67,2 |
|                                   | Conservador anti-solidari     | Joaquim Sagnier i Villavecchia | 2.437  | 32,5 |
|                                   | Altres                        | Altres                         | 20     | 0,3  |
| Total                             | Total                         | Total                          | 7.497  | 100  |
| Cens/participació                 | Cens/participació             | Cens/participació              | 10.300 | 72,8 |

| Eleccions generals del 10/11/1905 |                   |                                |        |      |
| Partit/Ideologia                  | Partit/Ideologia  | Candidat                       | Vots   | %    |
|                                   | Conservador       | Joaquim Sagnier i Villavecchia | 4.214  | 64,8 |
|                                   | Liberal           | Bartomeu Bosch i Puig          | 2.016  | 31,0 |
|                                   | Altres            | Altres                         | 276    | 4,2  |
| Total                             | Total             | Total                          | 6.506  | 100  |
| Cens/participació                 | Cens/participació | Cens/participació              | 10.389 | 62,6 |

| Elecció parcial del 26/05/1903 |                        |                                |       |      |
| Partit/Ideologia               | Partit/Ideologia       | Candidat                       | Vots  | %    |
|                                | Conservador silvelista | Joaquim Sagnier i Villavecchia | 3.609 | 52,7 |
|                                | Conservador            | Josep Elias i de Molins        | 3.133 | 45,7 |
|                                | Altres                 | Altres                         | 111   | 1,6  |
| Total                          | Total                  | Total                          | 6.853 | 100  |
| Cens/participació              | Cens/participació      | Cens/participació              | 9.964 | 68,8 |

| Eleccions generals del 19/05/1901 |                                     |                            |       |      |
| Partit/Ideologia                  | Partit/Ideologia                    | Candidat                   | Vots  | %    |
|                                   | Conservador                         | Josep Elias i de Molins    | 4.590 | 74,2 |
|                                   | Partit Republicà Democràtic Federal | Eusebi Corominas i Cornell | 1.588 | 25,7 |
|                                   | Altres                              | Altres                     | 7     | 0,1  |
| Total                             | Total                               | Total                      | 6.185 | 100  |
| Cens/participació                 | Cens/participació                   | Cens/participació          | 9.799 | 63,1 |

### Dècada de 1890
| Eleccions generals del 16/04/1899 |                   |                             |       |      |
| Partit/Ideologia                  | Partit/Ideologia  | Candidat                    | Vots  | %    |
|                                   | Conservador       | Josep Maria Planas i Casals | 3.926 | 99,5 |
|                                   | Altres            | Altres                      | 18    | 0,5  |
| Total                             | Total             | Total                       | 3.944 | 100  |
| Cens/participació                 | Cens/participació | Cens/participació           | 9.643 | 40,9 |

| Eleccions generals del 27/03/1898 |                   |                             |       |      |
| Partit/Ideologia                  | Partit/Ideologia  | Candidat                    | Vots  | %    |
|                                   | Conservador       | Josep Maria Planas i Casals | 3.776 | 60,0 |
|                                   | Altres            | Altres                      | 2.519 | 40,0 |
| Total                             | Total             | Total                       | 6.295 | 100  |
| Cens/participació                 | Cens/participació | Cens/participació           | 9.642 | 65,3 |

| Eleccions generals del 12/04/1896 |                   |                             |       |      |
| Partit/Ideologia                  | Partit/Ideologia  | Candidat                    | Vots  | %    |
|                                   | Conservador       | Josep Maria Planas i Casals | 3.352 | 62,1 |
|                                   | Altres            | Altres                      | 2.042 | 37,9 |
| Total                             | Total             | Total                       | 5.394 | 100  |
| Cens/participació                 | Cens/participació | Cens/participació           | 9.663 | 55,8 |

| Eleccions generals del 05/03/1893 |                   |                             |       |      |
| Partit/Ideologia                  | Partit/Ideologia  | Candidat                    | Vots  | %    |
|                                   | Conservador       | Josep Maria Planas i Casals | 3.460 | 54,1 |
|                                   | Altres            | Altres                      | 2.938 | 45,9 |
| Total                             | Total             | Total                       | 6.398 | 100  |
| Cens/participació                 | Cens/participació | Cens/participació           | 9.533 | 67,1 |

| Eleccions generals del 01/02/1891 |                  |                                  |       |
| Partit/Ideologia                  | Partit/Ideologia | Candidat                         | Vots  |
|                                   | Conservador      | Enrique de Orozco y de la Puente | 2.975 |

### Dècada de 1880
| Eleccions generals del 04/04/1886 |                  |                                  |       |      |
| Partit/Ideologia                  | Partit/Ideologia | Candidat                         | Vots  | %    |
|                                   | Conservador      | Enrique de Orozco y de la Puente | 669   | 63,9 |
|                                   | Altres           | Altres                           | 378   | 36,1 |
| Total                             | Total            | Total                            | 1.047 | 100  |

| Eleccions generals del 27/04/1884 |                  |                        |       |      |
| Partit/Ideologia                  | Partit/Ideologia | Candidat               | Vots  | %    |
|                                   | Conservador      | Antoni Borrell i Folch | 1.121 | 98,3 |
|                                   | Altres           | Altres                 | 19    | 1,7  |
| Total                             | Total            | Total                  | 1.140 | 100  |

| Eleccions generals del 20/08/1881 |                  |                                  |       |      |
| Partit/Ideologia                  | Partit/Ideologia | Candidat                         | Vots  | %    |
|                                   | Conservador      | Enrique de Orozco y de la Puente | 1.262 | 98,5 |
|                                   | Altres           | Altres                           | 19    | 1,5  |
| Total                             | Total            | Total                            | 1.281 | 100  |

### Dècada de 1870
| Eleccions generals del 20/04/1879 |                  |                                  |       |      |
| Partit/Ideologia                  | Partit/Ideologia | Candidat                         | Vots  | %    |
|                                   | Conservador      | Enrique de Orozco y de la Puente | 652   | 50,1 |
|                                   | Altres           | Altres                           | 649   | 49,9 |
| Total                             | Total            | Total                            | 1.301 | 100  |

| Eleccions generals del 20/01/1876 |                  |                       |       |      |
| Partit/Ideologia                  | Partit/Ideologia | Candidat              | Vots  | %    |
|                                   | Conservador      | Joaquim Cabirol i Pau | 4.436 | 66,7 |
|                                   | Altres           | Altres                | 2.217 | 33,3 |
| Total                             | Total            | Total                 | 6.653 | 100  |

| Eleccions generals del 10/05/1873 |                                     |                        |       |       |
| Partit/Ideologia                  | Partit/Ideologia                    | Candidat               | Vots  | %     |
|                                   | Partit Republicà Democràtic Federal | Eusebi Pascual i Casas | 3.555 | 100,0 |
| Total                             | Total                               | Total                  | 3.555 | 100   |

| Eleccions generals del 24/08/1872 |                                     |                        |       |       |
| Partit/Ideologia                  | Partit/Ideologia                    | Candidat               | Vots  | %     |
|                                   | Partit Republicà Democràtic Federal | Eusebi Pascual i Casas | 2.363 | 100,0 |
|                                   | Altres                              | Altres                 | 1     | 0,0   |
| Total                             | Total                               | Total                  | 2.364 | 100   |

| Eleccions generals del 03/04/1872 |                  |                |       |      |
| Partit/Ideologia                  | Partit/Ideologia | Candidat       | Vots  | %    |
|                                   | Sense dades      | Josep de Ratés | 2.732 | 50,6 |
|                                   | Altres           | Altres         | 2.671 | 49,4 |
| Total                             | Total            | Total          | 5.403 | 100  |

| Eleccions generals del 08/03/1871 |                                     |                        |       |      |
| Partit/Ideologia                  | Partit/Ideologia                    | Candidat               | Vots  | %    |
|                                   | Partit Republicà Democràtic Federal | Eusebi Pascual i Casas | 3.003 | 50,7 |
|                                   | Altres                              | Altres                 | 2.920 | 49,3 |
| Total                             | Total                               | Total                  | 5.923 | 100  |